# Olympische Sommerspiele 2016/Rudern
Bei den Olympischen Spielen 2016 wurden vom 6. bis 13. August 2016 in der Lagoa Rodrigo de Freitas im Stadtgebiet von Rio de Janeiro 14 Wettbewerbe im Rudern ausgetragen, sechs für Frauen und acht für Männer. In drei Bootsklassen galten die Gewichtslimits des Leichtgewichtsrudern, in den anderen elf Klassen war das Körpergewicht der Sportler nicht begrenzt. Das Wettkampfprogramm war seit den Olympischen Spielen von Atlanta im Jahr 1996 unverändert, einzig die Quotierung der Startplätze innerhalb der einzelnen Bootsklassen veränderte sich seitdem.
Die olympische Ruderregatta 2016 wurde über die Distanz von 2.000 Metern ausgefahren und stellte den sportlichen Höhepunkt des Olympiazyklus im internationalen Rudersport dar.
An der Regatta nahmen 546 Ruderer teil, die von 69 Nationen gestellt wurden. Die Zahl der teilnehmenden Nationen war damit in Rio de Janeiro so hoch wie nie zuvor bei einer olympischen Ruderregatta. Die Medaillen der 14 Wettbewerbe verteilten sich auf 21 Nationen, was ebenfalls einen neuen Rekord darstellte. Zehn Nationen konnten Goldmedaillen gewinnen. Als erfolgreichste Mannschaft gewannen die britischen Ruderer drei Gold- und zwei Silbermedaillen.

## Qualifikation

### Eckpunkte
Für die olympische Ruderregatta ist wie seit 1996 üblich eine Qualifikation notwendig gewesen, wobei fast alle Startplätze anhand sportlicher Kriterien vergeben wurden. Formell begann der Qualifikationsprozess im Jahr 2013, als dem Weltruderverband (FISA) durch das Internationale Olympische Komitee (IOC) die gleichen Wettbewerbe (14) und dieselbe Gesamtteilnehmerzahl (550) wie 2012 in London zugesagt worden war. Die verschiedenen Qualifikationswege konnten danach in Zusammenarbeit mit den nationalen Mitgliedsverbänden der FISA definiert werden. Es wurde dabei seitens der FISA im Vergleich zu den Olympischen Spielen in London ausdrücklich angestrebt, die Zahl der teilnehmenden Mannschaften an der Regatta von 58 Nationen sowie am Qualifikationsprozess von 101 Nationen zu erhöhen, sowie die Geschlechterquotierung zugunsten der Frauen zu verändern. Im März 2014 wurde dann die finale Version der Qualifikationsregularien veröffentlicht, denen zufolge 219 Frauen und 331 Männer an der olympischen Regatta teilnehmen konnten. 40 % der Sportler waren damit weiblich. Jeder nationale Verband durfte lediglich ein Boot in jeder Wettbewerbsklasse nominieren, in der die Qualifikation gelungen war. Somit konnten im Falle der Qualifikation in allen 14 Klassen maximal 20 Frauen und 28 Männer je Nation entsendet werden, was jedoch keiner Nation gelungen ist.

### Qualifikationswege
Zwei Quotenplätze in den Einern wären dem Gastgeber Brasilien vorbehalten gewesen, falls sich keine Boote regulär qualifiziert hätten. Da sich brasilianische Mannschaften jedoch auch regulär qualifizierten, wurden diese Gastgeberplätze an Bahamas (Frauen) und Paraguay (Männer) weitergereicht. Je zwei weitere Quotenplätze im Einer der Männer und Frauen („tripartite positions“) vergab der Weltruderverband zusammen mit dem IOC, den Nationalen Olympischen Komitees (NOKs) und internationalen Sportverbänden per Einladung. Die nationalen Ruderverbände mussten dazu bis zum 15. Januar 2016 Kandidaten mit dem geeigneten Anforderungsprofil beim Weltruderverband anmelden, was für zwölf Männer und drei Frauen auch geschah. Die Einladungsplätze der Männer wurden an Al-Hussein Gambour aus Libyen und Luigi Teilemb aus Vanuatu vergeben. Zwei der drei angemeldeten Frauen qualifizierten sich regulär, so dass die einzig verbleibende Claire Ayivon aus Togo und Fie Udby Erichsen aus Dänemark als Viertplatzierte der abschließenden Qualifikation in Luzern die Plätze erhielten.
Die sportlichen Hauptqualifikationswettbewerbe waren die Ruder-Weltmeisterschaften 2015 auf dem Lac d’Aiguebelette in Frankreich vom 30. August bis 6. September 2015. Bei den Frauen erhielten die neun besten Einer, die elf jeweils besten Zweier, Doppelzweier und leichten Doppelzweier und die jeweils fünf besten Doppelvierer und Achter der Weltmeisterschaften Quotenplätze für die olympische Regatta. Weitere Quotenplätze wurden in kontinentalen Regatten an NOKs aus Afrika, Asien und Lateinamerika in den Wettbewerbsklassen Einer und Leichtgewichts-Doppelzweier vergeben. Abschließend wurden je Wettbewerbsklasse zwei bis vier Quotenplätze bei einer internationalen Qualifikationsregatta vergeben, die am Wochenende der zweiten Station des Ruder-Weltcups in Luzern im Mai 2016 stattfand. Hier durften NOKs nur in den Wettbewerbsklassen teilnehmen, in denen sie bis dahin noch keinen Quotenplatz erreichen konnten. Bei den Männern erhielten bei den Weltmeisterschaften die ersten neun Einer, die elf jeweils besten Zweier, Doppelzweier, Vierer, Leichtgewichts-Doppelzweier und Leichtgewichts-Vierer sowie die acht besten Doppelvierer und die fünf besten Achter Quotenplätze für ihr NOK. In kontinentalen Regatten für Afrika, Asien und Lateinamerika wurden danach ebenfalls weitere Quotenplätze in den Wettbewerbsklassen Einer und Leichtgewichts-Doppelzweier vergeben. Ähnlich wie bei der Qualifikation der Frauen wurden schließlich bei der internationalen Regatta noch einmal je zwei bis drei Quotenplätze pro Wettbewerbsklasse vergeben.
Bei den kontinentalen Qualifikationsregatten galt eine im Jahr 2013 eingeführte Regelung, die aufgrund der entstandenen Platzierungen in einigen Fällen für Unmut sorgte. Jede Nation durfte bei diesen Wettbewerben nur einen Quotenplatz je Geschlecht gewinnen, auch wenn in beiden Klassen (Einer und Leichtgewichts-Doppelzweier) sportlich die geforderte Platzierung erreicht wurde. Von dieser Regelung waren Ägypten, Mexiko und Belgien bei den Männern, Kuba, Südkorea, Vietnam bei den Frauen sowie der Gastgeber Brasilien und Chile bei beiden Geschlechtern betroffen. Die NOKs dieser Länder konnten dann nur jeweils eines der sportlich qualifizierten Boote nominieren und mussten den anderen Startplatz an eine andere Nation weiterreichen, wobei die Nachrücker ebenfalls anhand der Ergebnisse bei den Qualifikationsregatten ermittelt wurden. Hintergrund für die Einführung dieser Regelung war das Vorhaben des Weltruderverbandes, die Gesamtzahl der teilnehmenden Nationen an der olympischen Ruderregatta zu erhöhen.
Nach dem Hauptqualifikationswettkampf im September waren bereits 60 % aller Startplätze vergeben. Diese Qualifikation war allerdings noch nicht personengebunden, so dass die NOKs die Ruderer der qualifizierten Boote bis zu den Spielen noch komplett austauschen durften. Die Qualifikation bei den kontinentalen und internationalen Ausscheidungsregatten waren dagegen personengebunden. Doppelstarts einzelner Sportler in verschiedenen Wettbewerbsklassen waren erlaubt, und reduzierten entsprechend die Gesamtzahl der teilnehmenden Sportler.

### Qualifikationswettkämpfe mit Anzahl der Quotenplätze
| Übersicht Qualifikationswettkämpfe mit der Anzahl der Bootsquotenplätze | Übersicht Qualifikationswettkämpfe mit der Anzahl der Bootsquotenplätze | Übersicht Qualifikationswettkämpfe mit der Anzahl der Bootsquotenplätze | Übersicht Qualifikationswettkämpfe mit der Anzahl der Bootsquotenplätze | Übersicht Qualifikationswettkämpfe mit der Anzahl der Bootsquotenplätze | Übersicht Qualifikationswettkämpfe mit der Anzahl der Bootsquotenplätze | Übersicht Qualifikationswettkämpfe mit der Anzahl der Bootsquotenplätze | Übersicht Qualifikationswettkämpfe mit der Anzahl der Bootsquotenplätze | Übersicht Qualifikationswettkämpfe mit der Anzahl der Bootsquotenplätze | Übersicht Qualifikationswettkämpfe mit der Anzahl der Bootsquotenplätze | Übersicht Qualifikationswettkämpfe mit der Anzahl der Bootsquotenplätze | Übersicht Qualifikationswettkämpfe mit der Anzahl der Bootsquotenplätze | Übersicht Qualifikationswettkämpfe mit der Anzahl der Bootsquotenplätze | Übersicht Qualifikationswettkämpfe mit der Anzahl der Bootsquotenplätze | Übersicht Qualifikationswettkämpfe mit der Anzahl der Bootsquotenplätze | Übersicht Qualifikationswettkämpfe mit der Anzahl der Bootsquotenplätze | Übersicht Qualifikationswettkämpfe mit der Anzahl der Bootsquotenplätze | Übersicht Qualifikationswettkämpfe mit der Anzahl der Bootsquotenplätze | Übersicht Qualifikationswettkämpfe mit der Anzahl der Bootsquotenplätze |
|                                                                         |                                                                         |                                                                         | Frauen                                                                  | Frauen                                                                  | Frauen                                                                  | Frauen                                                                  | Frauen                                                                  | Frauen                                                                  | Männer                                                                  | Männer                                                                  | Männer                                                                  | Männer                                                                  | Männer                                                                  | Männer                                                                  | Männer                                                                  | Männer                                                                  |                                                                         |                                                                         |
| Wettkampf                                                               | Austragungsort                                                          | Datum                                                                   | W1x                                                                     | W2-                                                                     | W2x                                                                     | W4x                                                                     | W8+                                                                     | LW2x                                                                    | M1x                                                                     | M2-                                                                     | M2x                                                                     | M4-                                                                     | M4x                                                                     | M8+                                                                     | LM2x                                                                    | LM4-                                                                    | Boote Gesamt                                                            | Athleten Gesamt                                                         |
| ----------------------------------------------------------------------- | ----------------------------------------------------------------------- | ----------------------------------------------------------------------- | ----------------------------------------------------------------------- | ----------------------------------------------------------------------- | ----------------------------------------------------------------------- | ----------------------------------------------------------------------- | ----------------------------------------------------------------------- | ----------------------------------------------------------------------- | ----------------------------------------------------------------------- | ----------------------------------------------------------------------- | ----------------------------------------------------------------------- | ----------------------------------------------------------------------- | ----------------------------------------------------------------------- | ----------------------------------------------------------------------- | ----------------------------------------------------------------------- | ----------------------------------------------------------------------- | ----------------------------------------------------------------------- | ----------------------------------------------------------------------- |
| Weltmeisterschaften 2015                                                | Aiguebelette                                                            | 30. Aug.–6. Sep. 2015                                                   | 9                                                                       | 11                                                                      | 11                                                                      | 5                                                                       | 5                                                                       | 11                                                                      | 9                                                                       | 11                                                                      | 11                                                                      | 11                                                                      | 8                                                                       | 5                                                                       | 11                                                                      | 11                                                                      | 129                                                                     | 380                                                                     |
| Afrikanische Qualifikation                                              | Tunis                                                                   | 9.–11. Oktober 2015                                                     | 4                                                                       | –                                                                       | –                                                                       | –                                                                       | –                                                                       | 1                                                                       | 4                                                                       | –                                                                       | –                                                                       | –                                                                       | –                                                                       | –                                                                       | 1                                                                       | –                                                                       | 10                                                                      | 12                                                                      |
| Lateinamerikanische Qualifikation                                       | Valparaíso                                                              | 19./20. März 2016                                                       | 6                                                                       | –                                                                       | –                                                                       | –                                                                       | –                                                                       | 3                                                                       | 6                                                                       | –                                                                       | –                                                                       | –                                                                       | –                                                                       | –                                                                       | 3                                                                       | –                                                                       | 18                                                                      | 24                                                                      |
| Asiatische Qualifikation                                                | Chungju                                                                 | 23.–25. April 2016                                                      | 7                                                                       | –                                                                       | –                                                                       | –                                                                       | –                                                                       | 3                                                                       | 7                                                                       | –                                                                       | –                                                                       | –                                                                       | –                                                                       | –                                                                       | 3                                                                       | –                                                                       | 20                                                                      | 26                                                                      |
| Europäische Qualifikation                                               | Luzern                                                                  | 22.–24. Mai 2016                                                        | 3                                                                       | –                                                                       | –                                                                       | –                                                                       | –                                                                       | 2                                                                       | 3                                                                       | –                                                                       | –                                                                       | –                                                                       | –                                                                       | –                                                                       | 2                                                                       | –                                                                       | 10                                                                      | 14                                                                      |
| Internationale Qualifikation                                            | Luzern                                                                  | 22.–24. Mai 2016                                                        | –                                                                       | 4                                                                       | 2                                                                       | 2                                                                       | 2                                                                       | –                                                                       | –                                                                       | 2                                                                       | 2                                                                       | 2                                                                       | 2                                                                       | 2                                                                       | –                                                                       | 2                                                                       | 22                                                                      | 88                                                                      |
| Gastgeber und Einladung                                                 | –                                                                       | Januar–Mai 2016                                                         | 3                                                                       | –                                                                       | –                                                                       | –                                                                       | –                                                                       | –                                                                       | 3                                                                       | –                                                                       | –                                                                       | –                                                                       | –                                                                       | –                                                                       | –                                                                       | –                                                                       | 6                                                                       | 6                                                                       |
| Gesamt                                                                  | Gesamt                                                                  | Gesamt                                                                  | 32                                                                      | 15                                                                      | 13                                                                      | 7                                                                       | 7                                                                       | 20                                                                      | 32                                                                      | 13                                                                      | 13                                                                      | 13                                                                      | 10                                                                      | 7                                                                       | 20                                                                      | 13                                                                      | 215                                                                     | 550                                                                     |

Anmerkungen
1. ↑  Die Qualifikation bei den Weltmeisterschaften war nicht personengebunden, sondern bezog sich auf die Startberechtigung der NOKs in der Bootsklasse. Die Ruderer der qualifizierten Boote konnten deshalb zwischen den Weltmeisterschaften 2015 und der olympischen Ruderregatta 2016 ausgetauscht werden. Die tatsächliche Nominierung der Athleten musste bis zum 18. Juli 2016 erfolgen.
2. 1 2 3 4 5 6  Bei den kontinentalen Qualifikationsregatten erfolgte eine personengebundene Startberechtigung. Umbesetzungen von Sportlern waren danach nur in engen Ausnahmefällen erlaubt.
3. ↑  Die vier großen Überseenationen des Rudersportes Neuseeland, Australien, Kanada sowie die Vereinigten Staaten zählten im Kontext der kontinentalen Qualifikationsregatten zum Pool der Europäer.

### Doping-bedingte Disqualifikationen qualifizierter Ruderer und Mannschaften
Am 30. Juni 2016 wurde der bereits qualifizierte Doppelvierer der Männer aus Russland wegen eines Dopingvergehens des Ruderers Sergei Fedorowzew von der Teilnahme an der olympischen Regatta ausgeschlossen. Die Mannschaft hatte sich erst bei der internationalen Qualifikation in Luzern am 24. Mai 2016 einen Startplatz gesichert. Bei einer Trainingskontrolle durch die russische Antidoping-Agentur (RUSADA) am 17. Mai 2016 wurde Fedorowzew jedoch positiv auf das verbotene Mittel Trimetazidin getestet. Nach der Öffnung der B-Probe am 30. Juni 2016 wurden alle Resultate Fedorowzews rückwirkend bis zum Tag der Kontrolle gestrichen, darunter auch die Qualifikation des russischen Doppelvierers. Auf den vakanten Startplatz rückte die bei der Qualifikationsregatta drittplatzierte Mannschaft aus Neuseeland nach, da die zweitplatzierten Kanadier bereits einen Startplatz sicher hatten. Die drei anderen Ruderer aus der gesperrten Mannschaft wurden vom russischen Verband zur Verstärkung anderer qualifizierter Teams eingesetzt.
Weitere russische Ruderer wurden im Juli 2016 von der Teilnahme ausgeschlossen. Nachdem eine Untersuchungskommission um den kanadischen Juristen und Sportrechtler Richard McLaren im sogenannten McLaren-Report ein vermutetes Staatsdopingsystem in Russland untersucht und am 18. Juli öffentlich bestätigt hatte, wurde der Ausschluss aller russischen Athleten von den Olympischen Spielen gefordert. Das IOC um Präsident Thomas Bach traf diese Entscheidung jedoch nicht, sondern delegierte sie an die für die olympischen Sportarten verantwortlichen internationalen Sportfachverbände weiter, und machte dabei Vorgaben, welche Athleten von den Spielen auszuschließen seien. Darunter befanden sich alle russischen Athleten, die im McLaren-Report auffällig geworden waren, alle in der Vergangenheit mit einem Dopingvergehen aufgefallenen russischen Athleten und alle bei durchzuführenden Nachtests von Proben der Jahre 2011 bis 2016 aufgefallene Athleten.
Der Weltruderverband untersuchte in einer ersten von zwei Sitzungen zum Thema am 25. Juli 2016 daraufhin die fünf Rudermannschaften Russlands und disqualifizierte Anastassija Karabelschtschikowa aus dem Frauen-Achter und Iwan Podschiwalow aus dem Vierer-ohne der Männer wegen bereits sanktionierter Dopingvergehen im Jahr 2007 sowie Iwan Balandin aus dem Männer-Achter wegen einer Auffälligkeit im McLaren-Report. In einer zweiten Sitzung am 26. Juli 2016 betrachtete der Weltruderverband die 547 eingesammelten Blut- und Urinproben der gemeldeten russischen Athleten aus dem Zeitraum 2011 bis 2016. Tests am Moskauer Dopinglabor, das nach dem McLaren-Report von staatlichen Vertuschungsmaßnahmen betroffen war, wurden dabei nicht in Betracht gezogen. Nach einer Auswertung der vorliegenden Tests und einer relativ rigorosen Auslegung der vom IOC empfohlenen Vorgehensweise wurden vom Weltruderverband nur sechs der verbleibenden 23 Sportler sowie die beiden gemeldeten Steuerleute zum Start bei den Olympischen Spielen zugelassen. Bei den zugelassenen Athleten handelt es sich um Alexander Tschaukin (gemeldet im Leichtgewichts-Vierer), Georgi Jefremenko (Vierer ohne Steuermann), Artjom Kossow (Achter), Nikita Morgatschow (Achter), Wladislaw Rjabzew (Achter) und Anton Saruzki (Achter). Die zugelassenen Steuerleute, für die weniger rigorose Teilnahmekriterien angelegt wurden, sind Pawel Safonkin (Achter der Männer) und Ksenija Wolkowa (Achter der Frauen). Alle anderen 17 Athleten wurden nicht zugelassen, obwohl kein Hinweis auf ein positives Testergebnis vorlag – sie wurden aber im fraglichen Zeitraum nicht außerhalb Russlands getestet.
Der russische Ruderverband unter der Führung von Weniamin But versuchte, gegen die Entscheidung am Internationalen Sportsgerichtshof (CAS) vorzugehen. In einem Eilentscheid vom 2. August 2016 wurden am temporären CAS-Büro in Rio de Janeiro die Beschwerden der 17 ausgeschlossenen Ruderer abgelehnt und ihre Sperre damit bestätigt. In einer weiteren Entscheidung wurde der Ausschluss von Balandin sowie Karabelschtschikowa und Podschiwalow am 3. August sportjuristisch bewertet. Auch Balandins Sperre aufgrund eines verschleierten positiven Dopingbefundes auf die Substanz GW1516 am 21. Mai 2013 wurde aufrechterhalten. Der Ausschluss Karabelschtschikowas und Podschiwalows aufgrund bereits abgesessener Dopingvergehen aus dem Jahr 2007, der auf Bestreben des IOCs zustande gekommen war, wurde dagegen aufgehoben. Karabelschtschikowa wurde wie die 17 ausgeschlossenen russischen Rudersportler jedoch nicht außerhalb Russlands getestet und ihr wurde auch aus diesem Grund seitens der FISA die Startberechtigung verwehrt, während Podschiwalow fortan als startberechtigt galt.
Für die disqualifizierten Athleten durften keine anderen Ruderer nachnominiert werden, so dass vier der fünf gemeldeten russischen Mannschaften zurückgezogen werden mussten. Einzig im Wettbewerb des Vierer ohne Steuermann konnte der russische Verband aus den zugelassenen Athleten eine Mannschaft an den Start bringen, was mit den Ruderern Anton Saruzki, Artjom Kossow, Wladislaw Rjabzew und Nikita Morgatschow auch gemacht wurde. Jefremenko, Podschiwalow, Tschaukin und die Steuerleute Safonkin und Wolkowa konnten demnach nicht starten, obwohl sie berechtigt gewesen wären. Die Startplätze in den vier durch die Russen verlorenen Wettbewerben wurden anhand der Ergebnisse der abschließenden Qualifikationsregatta in Luzern an andere Nationen vergeben: im Leichtgewichts-Vierer der Männer an Griechenland, im Achter der Männer an Italien, im Achter der Frauen an Australien und im Leichtgewichts-Doppelzweier der Frauen ebenfalls an Italien. Alle Verbände haben nach der Entscheidung gegenüber dem Weltruderverband die Absicht kundgetan, die zusätzlich zuerkannten Startplätze auch in Anspruch zu nehmen, und schafften dies auch trotz der kurzen Vorlaufzeit von nur ca. einer Woche.
Auch im rumänischen Rudersport hat es im Vorfeld der olympischen Regatta eine Umbesetzung im Zusammenhang mit einem Dopingtest gegeben. Die bereits nominierte Ruderin Irina Dorneanu war für den Frauen-Achter vorgesehen, zeigte aber Auffälligkeiten und wurde gesperrt. Sie wurde von Iuliana Popa ersetzt, der rumänische Achter konnte damit an den Start gehen.

### Gewonnene Quotenplätze
Es ist erstmals keiner Nation gelungen, Startplätze für alle Wettbewerbe zu qualifizieren. Die meisten Mannschaften stellte Großbritannien mit 12 vor den Vereinigten Staaten und Neuseeland mit jeweils 11 und Deutschland mit 10 Teams. Insgesamt haben sich Sportler aus 69 Nationen für die olympische Regatta qualifiziert, das sind 11 mehr als vier Jahre zuvor.
| Gewonnene Bootsquotenplätze nach NOKs | Gewonnene Bootsquotenplätze nach NOKs | Gewonnene Bootsquotenplätze nach NOKs | Gewonnene Bootsquotenplätze nach NOKs | Gewonnene Bootsquotenplätze nach NOKs | Gewonnene Bootsquotenplätze nach NOKs | Gewonnene Bootsquotenplätze nach NOKs | Gewonnene Bootsquotenplätze nach NOKs | Gewonnene Bootsquotenplätze nach NOKs | Gewonnene Bootsquotenplätze nach NOKs | Gewonnene Bootsquotenplätze nach NOKs | Gewonnene Bootsquotenplätze nach NOKs | Gewonnene Bootsquotenplätze nach NOKs | Gewonnene Bootsquotenplätze nach NOKs | Gewonnene Bootsquotenplätze nach NOKs | Gewonnene Bootsquotenplätze nach NOKs | Gewonnene Bootsquotenplätze nach NOKs |
|                                       | Frauen                                | Frauen                                | Frauen                                | Frauen                                | Frauen                                | Frauen                                | Männer                                | Männer                                | Männer                                | Männer                                | Männer                                | Männer                                | Männer                                | Männer                                | Boote Gesamt                          | Athleten Gesamt                       |
| Wettbewerb                            | W1x                                   | W2-                                   | W2x                                   | W4x                                   | W8+                                   | LW2x                                  | M1x                                   | M2-                                   | M2x                                   | M4-                                   | M4x                                   | M8+                                   | LM2x                                  | LM4-                                  | Boote Gesamt                          | Athleten Gesamt                       |
| Vergebene Quotenplätze                | 32                                    | 15                                    | 13                                    | 7                                     | 7                                     | 20                                    | 32                                    | 13                                    | 13                                    | 13                                    | 10                                    | 7                                     | 20                                    | 13                                    | 215                                   | 546/550                               |
| ------------------------------------- | ------------------------------------- | ------------------------------------- | ------------------------------------- | ------------------------------------- | ------------------------------------- | ------------------------------------- | ------------------------------------- | ------------------------------------- | ------------------------------------- | ------------------------------------- | ------------------------------------- | ------------------------------------- | ------------------------------------- | ------------------------------------- | ------------------------------------- | ------------------------------------- |
| Ägypten                               | X                                     |                                       |                                       |                                       |                                       |                                       | X                                     |                                       |                                       |                                       |                                       |                                       |                                       |                                       | 2                                     | 2                                     |
| Algerien                              | X                                     |                                       |                                       |                                       |                                       |                                       | X                                     |                                       |                                       |                                       |                                       |                                       |                                       |                                       | 2                                     | 2                                     |
| Angola                                |                                       |                                       |                                       |                                       |                                       |                                       |                                       |                                       |                                       |                                       |                                       |                                       | X                                     |                                       | 1                                     | 2                                     |
| Argentinien                           | X                                     |                                       |                                       |                                       |                                       |                                       | X                                     |                                       |                                       |                                       |                                       |                                       |                                       |                                       | 2                                     | 2                                     |
| Aserbaidschan                         |                                       |                                       |                                       |                                       |                                       |                                       |                                       |                                       | X                                     |                                       |                                       |                                       |                                       |                                       | 1                                     | 2                                     |
| Australien                            | X                                     |                                       | X                                     | X                                     | X                                     |                                       | X                                     | X                                     | X                                     | X                                     | X                                     |                                       |                                       |                                       | 9                                     | 29                                    |
| Bahamas                               | X                                     |                                       |                                       |                                       |                                       |                                       |                                       |                                       |                                       |                                       |                                       |                                       |                                       |                                       | 1                                     | 1                                     |
| Belgien                               |                                       |                                       |                                       |                                       |                                       |                                       | X                                     |                                       |                                       |                                       |                                       |                                       |                                       |                                       | 1                                     | 1                                     |
| Bermuda                               | X                                     |                                       |                                       |                                       |                                       |                                       |                                       |                                       |                                       |                                       |                                       |                                       |                                       |                                       | 1                                     | 1                                     |
| Brasilien                             |                                       |                                       |                                       |                                       |                                       | X                                     |                                       |                                       |                                       |                                       |                                       |                                       | X                                     |                                       | 2                                     | 4                                     |
| Bulgarien                             |                                       |                                       |                                       |                                       |                                       |                                       |                                       |                                       | X                                     |                                       |                                       |                                       |                                       |                                       | 1                                     | 2                                     |
| Chile                                 |                                       |                                       |                                       |                                       |                                       | X                                     |                                       |                                       |                                       |                                       |                                       |                                       | X                                     |                                       | 2                                     | 4                                     |
| China                                 | X                                     | X                                     | X                                     | X                                     |                                       | X                                     |                                       |                                       |                                       |                                       |                                       |                                       | X                                     | X                                     | 7                                     | 17                                    |
| Chinese Taipei                        | X                                     |                                       |                                       |                                       |                                       |                                       |                                       |                                       |                                       |                                       |                                       |                                       |                                       |                                       | 1                                     | 1                                     |
| Dänemark                              | X                                     | X                                     | X                                     |                                       |                                       | X                                     |                                       |                                       |                                       |                                       |                                       |                                       | X                                     | X                                     | 6                                     | 13                                    |
| Deutschland                           |                                       | X                                     | X                                     | X                                     |                                       | X                                     |                                       |                                       | X                                     | X                                     | X                                     | X                                     | X                                     | X                                     | 10                                    | 35                                    |
| Ecuador                               |                                       |                                       |                                       |                                       |                                       |                                       | X                                     |                                       |                                       |                                       |                                       |                                       |                                       |                                       | 1                                     | 1                                     |
| Estland                               |                                       |                                       |                                       |                                       |                                       |                                       |                                       |                                       |                                       |                                       | X                                     |                                       |                                       |                                       | 1                                     | 4                                     |
| Frankreich                            |                                       | X                                     | X                                     |                                       |                                       |                                       |                                       | X                                     | X                                     | X                                     |                                       |                                       | X                                     | X                                     | 7                                     | 18                                    |
| Griechenland                          |                                       |                                       | X                                     |                                       |                                       |                                       |                                       |                                       |                                       | X                                     |                                       |                                       |                                       | X                                     | 3                                     | 10                                    |
| Großbritannien                        |                                       | X                                     | X                                     |                                       | X                                     | X                                     | X                                     | X                                     | X                                     | X                                     | X                                     | X                                     | X                                     | X                                     | 12                                    | 43                                    |
| Hongkong                              |                                       |                                       |                                       |                                       |                                       | X                                     |                                       |                                       |                                       |                                       |                                       |                                       | X                                     |                                       | 2                                     | 4                                     |
| Indien                                |                                       |                                       |                                       |                                       |                                       |                                       | X                                     |                                       |                                       |                                       |                                       |                                       |                                       |                                       | 1                                     | 1                                     |
| Indonesien                            | X                                     |                                       |                                       |                                       |                                       |                                       | X                                     |                                       |                                       |                                       |                                       |                                       |                                       |                                       | 2                                     | 2                                     |
| Irak                                  |                                       |                                       |                                       |                                       |                                       |                                       | X                                     |                                       |                                       |                                       |                                       |                                       |                                       |                                       | 1                                     | 1                                     |
| Iran                                  | X                                     |                                       |                                       |                                       |                                       |                                       |                                       |                                       |                                       |                                       |                                       |                                       |                                       |                                       | 1                                     | 1                                     |
| Irland                                | X                                     |                                       |                                       |                                       |                                       | X                                     |                                       |                                       |                                       |                                       |                                       |                                       | X                                     |                                       | 3                                     | 5                                     |
| Italien                               |                                       | X                                     |                                       |                                       |                                       | X                                     |                                       | X                                     | X                                     | X                                     |                                       | X                                     | X                                     | X                                     | 8                                     | 27                                    |
| Japan                                 |                                       |                                       |                                       |                                       |                                       | X                                     |                                       |                                       |                                       |                                       |                                       |                                       | X                                     |                                       | 2                                     | 4                                     |
| Kanada                                | X                                     | X                                     |                                       |                                       | X                                     | X                                     |                                       |                                       |                                       | X                                     | X                                     |                                       |                                       | X                                     | 7                                     | 26                                    |
| Kasachstan                            | X                                     |                                       |                                       |                                       |                                       |                                       | X                                     |                                       |                                       |                                       |                                       |                                       |                                       |                                       | 2                                     | 2                                     |
| Kroatien                              |                                       |                                       |                                       |                                       |                                       |                                       | X                                     |                                       | X                                     |                                       |                                       |                                       |                                       |                                       | 2                                     | 3                                     |
| Kuba                                  |                                       |                                       |                                       |                                       |                                       | X                                     | X                                     |                                       | X                                     |                                       |                                       |                                       | X                                     |                                       | 4                                     | 7                                     |
| Libyen                                |                                       |                                       |                                       |                                       |                                       |                                       | X                                     |                                       |                                       |                                       |                                       |                                       |                                       |                                       | 1                                     | 1                                     |
| Litauen                               | X                                     |                                       | X                                     |                                       |                                       |                                       | X                                     |                                       | X                                     |                                       | X                                     |                                       |                                       |                                       | 5                                     | 10                                    |
| Mexiko                                | X                                     |                                       |                                       |                                       |                                       |                                       | X                                     |                                       |                                       |                                       |                                       |                                       |                                       |                                       | 2                                     | 2                                     |
| Neuseeland                            | X                                     | X                                     | X                                     |                                       | X                                     | X                                     | X                                     | X                                     | X                                     |                                       | X                                     | X                                     |                                       | X                                     | 11                                    | 36/38                                 |
| Niederlande                           |                                       | X                                     |                                       | X                                     | X                                     | X                                     |                                       | X                                     |                                       | X                                     |                                       | X                                     |                                       | X                                     | 8                                     | 36                                    |
| Nigeria                               | X                                     |                                       |                                       |                                       |                                       |                                       |                                       |                                       |                                       |                                       |                                       |                                       |                                       |                                       | 1                                     | 1                                     |
| Norwegen                              |                                       |                                       |                                       |                                       |                                       |                                       | X                                     |                                       | X                                     |                                       |                                       |                                       | X                                     |                                       | 3                                     | 5                                     |
| Österreich                            | X                                     |                                       |                                       |                                       |                                       |                                       |                                       |                                       |                                       |                                       |                                       |                                       | X                                     |                                       | 2                                     | 3                                     |
| Paraguay                              | X                                     |                                       |                                       |                                       |                                       |                                       | X                                     |                                       |                                       |                                       |                                       |                                       |                                       |                                       | 2                                     | 2                                     |
| Peru                                  | X                                     |                                       |                                       |                                       |                                       |                                       | X                                     |                                       |                                       |                                       |                                       |                                       |                                       |                                       | 2                                     | 2                                     |
| Polen                                 |                                       | X                                     | X                                     | X                                     |                                       | X                                     | X                                     |                                       |                                       |                                       | X                                     | X                                     | X                                     |                                       | 8                                     | 26                                    |
| Rumänien                              |                                       | X                                     |                                       |                                       | X                                     | X                                     |                                       | X                                     |                                       | X                                     |                                       |                                       |                                       |                                       | 5                                     | 17/19                                 |
| Russland                              |                                       |                                       |                                       |                                       | –                                     | –                                     |                                       |                                       |                                       | X                                     | –                                     | –                                     |                                       | –                                     | 1                                     | 4                                     |
| Schweden                              | X                                     |                                       |                                       |                                       |                                       |                                       |                                       |                                       |                                       |                                       |                                       |                                       |                                       |                                       | 1                                     | 1                                     |
| Schweiz                               | X                                     |                                       |                                       |                                       |                                       |                                       |                                       |                                       |                                       |                                       | X                                     |                                       | X                                     | X                                     | 4                                     | 11                                    |
| Serbien                               |                                       |                                       |                                       |                                       |                                       |                                       |                                       | X                                     | X                                     |                                       |                                       |                                       |                                       |                                       | 2                                     | 4                                     |
| Simbabwe                              | X                                     |                                       |                                       |                                       |                                       |                                       | X                                     |                                       |                                       |                                       |                                       |                                       |                                       |                                       | 2                                     | 2                                     |
| Singapur                              | X                                     |                                       |                                       |                                       |                                       |                                       |                                       |                                       |                                       |                                       |                                       |                                       |                                       |                                       | 1                                     | 1                                     |
| Spanien                               |                                       | X                                     |                                       |                                       |                                       |                                       |                                       | X                                     |                                       |                                       |                                       |                                       |                                       |                                       | 2                                     | 4                                     |
| Südafrika                             |                                       | X                                     |                                       |                                       |                                       | X                                     |                                       | X                                     |                                       | X                                     |                                       |                                       | X                                     |                                       | 5                                     | 12                                    |
| Südkorea                              | X                                     |                                       |                                       |                                       |                                       |                                       | X                                     |                                       |                                       |                                       |                                       |                                       |                                       |                                       | 2                                     | 2                                     |
| Thailand                              | X                                     |                                       |                                       |                                       |                                       |                                       | X                                     |                                       |                                       |                                       |                                       |                                       |                                       |                                       | 2                                     | 2                                     |
| Togo                                  | X                                     |                                       |                                       |                                       |                                       |                                       |                                       |                                       |                                       |                                       |                                       |                                       |                                       |                                       | 1                                     | 1                                     |
| Trinidad und Tobago                   | X                                     |                                       |                                       |                                       |                                       |                                       |                                       |                                       |                                       |                                       |                                       |                                       |                                       |                                       | 1                                     | 1                                     |
| Tschechien                            | X                                     |                                       | X                                     |                                       |                                       |                                       | X                                     | X                                     |                                       |                                       |                                       |                                       |                                       | X                                     | 5                                     | 10                                    |
| Tunesien                              |                                       |                                       |                                       |                                       |                                       | X                                     | X                                     |                                       |                                       |                                       |                                       |                                       |                                       |                                       | 2                                     | 3                                     |
| Türkei                                |                                       |                                       |                                       |                                       |                                       |                                       |                                       |                                       |                                       |                                       |                                       |                                       | X                                     |                                       | 1                                     | 2                                     |
| Ukraine                               |                                       |                                       |                                       | X                                     |                                       |                                       |                                       |                                       |                                       |                                       | X                                     |                                       |                                       |                                       | 2                                     | 8                                     |
| Ungarn                                |                                       |                                       |                                       |                                       |                                       |                                       | X                                     | X                                     |                                       |                                       |                                       |                                       |                                       |                                       | 2                                     | 3                                     |
| Uruguay                               |                                       |                                       |                                       |                                       |                                       |                                       | X                                     |                                       |                                       |                                       |                                       |                                       |                                       |                                       | 1                                     | 1                                     |
| Usbekistan                            |                                       |                                       |                                       |                                       |                                       |                                       | X                                     |                                       |                                       |                                       |                                       |                                       |                                       |                                       | 1                                     | 1                                     |
| Vanuatu                               |                                       |                                       |                                       |                                       |                                       |                                       | X                                     |                                       |                                       |                                       |                                       |                                       |                                       |                                       | 1                                     | 1                                     |
| Venezuela                             |                                       |                                       |                                       |                                       |                                       |                                       | X                                     |                                       |                                       |                                       |                                       |                                       |                                       |                                       | 1                                     | 1                                     |
| Vereinigte Staaten                    | X                                     | X                                     | X                                     | X                                     | X                                     | X                                     |                                       | X                                     |                                       | X                                     |                                       | X                                     | X                                     | X                                     | 11                                    | 41                                    |
| Vietnam                               |                                       |                                       |                                       |                                       |                                       | X                                     |                                       |                                       |                                       |                                       |                                       |                                       |                                       |                                       | 1                                     | 2                                     |
| Weißrussland                          | X                                     | X                                     | X                                     |                                       |                                       |                                       | X                                     |                                       |                                       | X                                     |                                       |                                       |                                       |                                       | 5                                     | 10                                    |

Anmerkungen
1. ↑  Rebecca Scown und Genevieve Behrent starteten in zwei Bootsklassen, daher verringerte sich die Zahl der teilnehmenden Sportler aus Neuseeland um zwei.
2. ↑  Laura Oprea und Mădălina Bereș starteten in zwei Bootsklassen, daher verringerte sich die Zahl der teilnehmenden Sportler aus Rumänien um zwei.
3. ↑  Den Startplatz im Männer-Doppelvierer verlor Russland an Neuseeland wegen eines positiven Dopingtests des Ruderers Sergei Fedorowzew. Die Startplätze im Frauen-Achter, Leichtgewichts-Doppelzweier der Frauen, Männer-Achter und Leichtgewichts-Vierer der Männer verlor Russland als Folge der Erkenntnisse durch den McLaren-Report.

## Olympische Ruderregatta

### Wettbewerbe und Zeitplan
| Wettbewerbe und Zeitplan Rudern       | Wettbewerbe und Zeitplan Rudern | Wettbewerbe und Zeitplan Rudern | Wettbewerbe und Zeitplan Rudern | Wettbewerbe und Zeitplan Rudern | Wettbewerbe und Zeitplan Rudern | Wettbewerbe und Zeitplan Rudern | Wettbewerbe und Zeitplan Rudern | Wettbewerbe und Zeitplan Rudern | Wettbewerbe und Zeitplan Rudern | Wettbewerbe und Zeitplan Rudern | Wettbewerbe und Zeitplan Rudern | Wettbewerbe und Zeitplan Rudern |
| Wettbewerbe                           | Kürzel                          | Boote                           | Athleten                        | August 2016                     | August 2016                     | August 2016                     | August 2016                     | August 2016                     | August 2016                     | August 2016                     | August 2016                     | August 2016                     |
| Frauen                                |                                 |                                 |                                 | Sa., 6.                         | So., 7.                         | Mo., 8.                         | Di., 9.                         | Mi., 10.                        | Do., 11.                        | Fr., 12.                        | Sa., 13.                        | So., 14.                        |
| ------------------------------------- | ------------------------------- | ------------------------------- | ------------------------------- | ------------------------------- | ------------------------------- | ------------------------------- | ------------------------------- | ------------------------------- | ------------------------------- | ------------------------------- | ------------------------------- | ------------------------------- |
| Einer                                 | W1x                             | 32                              | 32                              | VL                              |                                 | HL                              | VF                              |                                 | HF                              |                                 |                                 |                                 |
| Zweier ohne Steuerfrau                | W2-                             | 15                              | 30                              |                                 |                                 | VL                              | HL                              |                                 | HF                              |                                 |                                 |                                 |
| Doppelzweier                          | W2x                             | 13                              | 26                              | VL                              |                                 | HL                              | HF                              |                                 |                                 |                                 |                                 |                                 |
| Doppelvierer                          | W4x                             | 7                               | 28                              | VL                              |                                 | HL                              |                                 |                                 | *                               |                                 |                                 |                                 |
| Achter                                | W8+                             | 7                               | 63                              |                                 |                                 | VL                              |                                 |                                 | HL                              |                                 |                                 |                                 |
| Leichtgewichts-Doppelzweier           | LW2x                            | 20                              | 40                              |                                 |                                 | VL                              | HL                              |                                 | HF                              |                                 |                                 |                                 |
| Männer                                |                                 |                                 |                                 | Sa., 6.                         | So., 7.                         | Mo., 8.                         | Di., 9.                         | Mi., 10.                        | Do., 11.                        | Fr., 12.                        | Sa., 13.                        | So., 14.                        |
| Einer                                 | M1x                             | 32                              | 32                              | VL                              |                                 | HL                              | VF                              |                                 | HF                              |                                 |                                 |                                 |
| Zweier ohne Steuermann                | M2-                             | 13                              | 26                              | VL                              |                                 | HL                              | HF                              |                                 |                                 |                                 |                                 |                                 |
| Doppelzweier                          | M2x                             | 13                              | 26                              | VL                              |                                 | HL                              | HF                              |                                 |                                 |                                 |                                 |                                 |
| Vierer ohne Steuermann                | M4-                             | 13                              | 52                              |                                 |                                 | VL                              | HL                              |                                 | HF                              |                                 |                                 |                                 |
| Doppelvierer                          | M4x                             | 10                              | 40                              | VL                              |                                 | HL                              |                                 |                                 | *                               |                                 |                                 |                                 |
| Achter                                | M8+                             | 7                               | 63                              |                                 |                                 | VL                              |                                 |                                 | HL                              |                                 |                                 |                                 |
| Leichtgewichts-Doppelzweier           | LM2x                            | 20                              | 40                              |                                 |                                 | VL                              | HL                              |                                 | HF                              |                                 |                                 |                                 |
| Leichtgewichts-Vierer ohne Steuermann | LM4-                            | 13                              | 52                              | VL                              |                                 | HL                              | HF                              |                                 |                                 |                                 |                                 |                                 |

| VL | Vorlauf | HL | Hoffnungslauf | VF | Viertelfinale | HF | Halbfinale |  | Finale | XX (kursiv) bzw. * | wetterbedingt verschobene Läufe |

Anmerkungen
- Der Zeitplan gibt den tatsächlichen Verlauf der Regatta an.
- Bereits am ersten Wettkampftag (6. August) herrschte starker Wind über der Regattastrecke, die insbesondere im Mittelteil der zu rudernden Distanz von 2000 m für irreguläre Bedingungen sorgte. Der Zweier-ohne der Männer aus Serbien kenterte dabei und konnte den Vorlauf nicht beenden.
- Am zweiten Wettkampftag (7. August) wurde das Albano-System der Strecke vom Wind beschädigt, die geplanten Wettbewerbe daraufhin auf die nächsten Tage verlegt.
- Danach herrschten gute Bedingungen am 8. und 9. August, so dass beinahe alle nach hinten verschobenen Läufe durchgeführt werden konnten. Am Mittwoch, 10. August, dem Tag der ersten beiden Finals, war das Wetter jedoch wieder regnerisch und stürmisch und der Weltruderverband verschob alle für den Tag geplanten Läufe.
- Die Finals vom 11. bis 13. August konnten wie geplant bei fairen Bedingungen ausgetragen werden.
- Der Sonntag, 14. August war als Reservetermin im Falle von Verzögerungen im Programmablauf vorgesehen, wurde aber nicht gebraucht. Die Wettbewerbe im Kanurennsport begannen am 15. August auf derselben Strecke.

### Regattastrecke

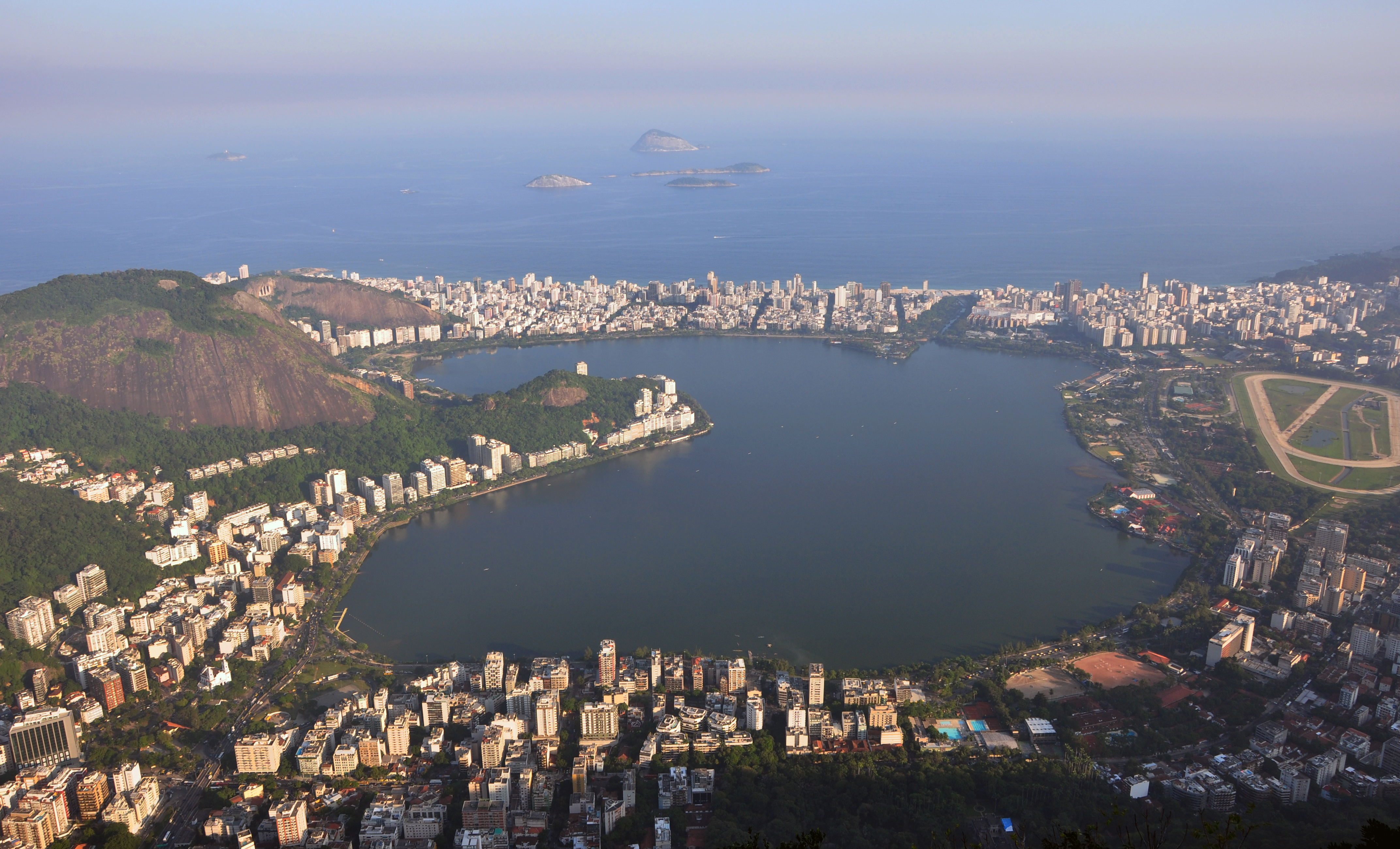
Auf der Lagoa Rodrigo de Freitas in Rio de Janeiro fanden die Ruderwettbewerbe statt.

Die Wettkampfstätte war der Zone „Copacabana“ zugeordnet.

Als Wettkampfort diente die Lagune mit dem Namen Rodrigo de Freitas in der städtischen Verwaltungsregion Lagoa. Zur Zeit der Olympischen Spiele war die Wettkampfstätte der Zone „Copacabana“ zugeordnet, die nach dem nahegelegenen gleichnamigen Stadtbezirk benannt ist. Die Regattastrecke, auf der nach den Ruderwettkämpfen auch die olympischen Kanu-Wettbewerbe und die entsprechenden Wettbewerbe der Sommer-Paralympics 2016 ausgetragen werden, liegt etwa in Nord-Süd-Richtung in der Lagune. Im Zielbereich am südlichen Gewässerufer wurde das „Lagoa Stadium“ mit rund 14.000 Zuschauerplätzen errichtet. Die Lagune ist über einen Kanal mit dem Atlantischen Ozean verbunden, weshalb das Wasser salzig ist. Auf dem olympischen Gewässer wurden auch in der Vergangenheit schon zahlreiche Ruderregatten ausgetragen, so etwa die der Panamerikanischen Spiele 2007 und die Südamerika-Meisterschaften 2013. Als Generalprobe wurden die Junioren-Weltmeisterschaften im Rudern 2015 ebenfalls dort ausgerudert.
Es zeigte sich bei der Generalprobenregatta im Jahr 2015, dass die Strecke häufig windanfällige Bedingungen bietet. Während der olympischen Ruderregatta herrschten tatsächlich an einigen Tagen schwierige Wetterbedingungen. Am ersten Wettkampftag ließ der Weltruderverband alle Läufe wie geplant durchführen, obwohl im Mittelteil der Strecke erheblicher Wellengang das Rudern erschwerte. Die Vorläufe in den Einern führten daher zu einigen überraschenden Ergebnissen, eine Mannschaft im Zweier-ohne der Männer kenterte auf der Strecke. Die geplanten Wettbewerbe am zweiten und fünften Wettkampftag wurden daher wegen ähnlich schlechter Bedingungen auf die jeweils nächsten Tage verschoben. An allen anderen geplanten Wettkampftagen herrschten leichte Gegenwindbedingungen, weshalb die erreichten Zeiten meist deutlich über den Weltbestzeiten lagen. Die Bedingungen wurden aber weithin als „fair“ bezeichnet.
Auch über eine Verschmutzung durch Müll und mögliche Gesundheitsgefahren für die Athleten wurde im Vorfeld der Olympischen Spiele diskutiert. Bei den Junioren-Weltmeisterschaften erkrankten zahlreiche Sportler, es waren beispielsweise 13 US-amerikanische Nachwuchsruderer ernsthaft betroffen. Auch wenn die Organisatoren aus Brasilien sauberes Wasser versprachen, herrschten unter den Ruderern strenge Regeln für den Umgang mit Wasserkontakt. So sollte beispielsweise jeglicher Konktakt mit dem Gesicht und Mund vermieden werden, was angesichts des Wellenganges nicht immer einfach war. Die US-Amerikaner ließen Einteiler mit einer speziellen antibakteriellen Beschichtung entwickeln, deren Wirkung aber umstritten war. Während der olympischen Regatta kam es zu keinerlei auffälligen Erkrankungen unter den Ruderern.

## Ergebnisse
- Es werden jeweils die ersten acht Plätze aufgeführt, da diese ein olympisches Diplom erhielten; detaillierte Ergebnisse sind in den verlinkten Teilartikeln zu finden.
- Das A-Finale war jeweils mit sechs Booten belegt, weshalb die Plätze 7 und 8 aus dem B-Finale stammen; diese sind mit einem (B) bezeichnet.

### Männer

#### Einer
| Platz | Land | Sportler                      | Zeit (min)  |
| ----- | ---- | ----------------------------- | ----------- |
| 1     | NZL  | Mahé Drysdale                 | 6:41,34     |
| 2     | CRO  | Damir Martin                  | 6:41,34     |
| 3     | CZE  | Ondřej Synek                  | 6:44,10     |
| 4     | BEL  | Hannes Obreno                 | 6:47,42     |
| 5     | BLR  | Stanislau Schtscharbatschenja | 6:48,78     |
| 6     | CUB  | Ángel Fournier                | 6:55,90     |
| 7     | POL  | Natan Węgrzycki-Szymczyk      | 6:47,95 (B) |
| 8     | MEX  | Juan Carlos Cabrera           | 6:50,02 (B) |

Finale: Samstag, 13. August 2016, 10:32 Uhr (BRT)
Aus dem deutschsprachigen Raum war kein Starter qualifiziert. Im Finale musste per Zielfotoentscheid der Sieger bestimmt werden, da Drysdale und Martin zeitgleich gewertet wurden. Der Vorsprung des Neuseeländers betrug wenige Zentimeter.

#### Zweier ohne Steuermann
| Platz | Land | Sportler                            | Zeit (min)  |
| ----- | ---- | ----------------------------------- | ----------- |
| 1     | NZL  | Hamish Bond Eric Murray             | 6:59,71     |
| 2     | RSA  | Lawrence Brittain Shaun Keeling     | 7:02,51     |
| 3     | ITA  | Giovanni Abagnale Marco Di Costanzo | 7:04,52     |
| 4     | GBR  | Stewart Innes Alan Sinclair         | 7:07,99     |
| 5     | FRA  | Germain Chardin Dorian Mortelette   | 7:09,91     |
| 6     | AUS  | Alexander Lloyd Spencer Turrin      | 7:11,60     |
| 7     | CZE  | Jakub Podrazil Lukaš Helešic        | 7:00,04 (B) |
| 8     | NED  | Roel Braas Mitchel Steenman         | 7:01,88 (B) |

A-Finale: Donnerstag, 11. August 2016, 10:44 Uhr (BRT)
Aus dem deutschsprachigen Raum hatte sich keine Mannschaft qualifizieren können.

#### Doppelzweier
| Platz | Land | Sportler                           | Zeit (min)  |
| ----- | ---- | ---------------------------------- | ----------- |
| 1     | CRO  | Martin Sinković Valent Sinković    | 6:50,28     |
| 2     | LTU  | Mindaugas Griškonis Saulius Ritter | 6:51,39     |
| 3     | NOR  | Kjetil Borch Olaf Tufte            | 6:53,25     |
| 4     | ITA  | Romano Battisti Francesco Fossi    | 6:57,10     |
| 5     | GBR  | John Collins Jonathan Walton       | 7:01,25     |
| 6     | FRA  | Matthieu Androdias Hugo Boucheron  | 7:02,06     |
| 7     | AUS  | David Watts Christopher Morgan     | 6:58,11 (B) |
| 8     | GER  | Marcel Hacker Stephan Krüger       | 6:58,86 (B) |

Finale: Donnerstag, 11. August 2016, 11:24 Uhr (BRT)

#### Vierer ohne Steuermann
| Platz | Land | Sportler                                                                 | Zeit (min)  |
| ----- | ---- | ------------------------------------------------------------------------ | ----------- |
| 1     | GBR  | Alex Gregory Constantine Louloudis George Nash Mohamed Sbihi             | 5:58,61     |
| 2     | AUS  | Joshua Booth Joshua Dunkley-Smith Alexander Hill William Lockwood        | 6:00,44     |
| 3     | ITA  | Matteo Castaldo Matteo Lodo Domenico Montrone Giuseppe Vicino            | 6:03,85     |
| 4     | RSA  | David Hunt Jonathan Smith Vincent Breet Jake Green                       | 6:05,80     |
| 5     | NED  | Harold Langen Peter van Schie Govert Viergever Vincent van der Want      | 6:08,38     |
| 6     | CAN  | Will Crothers Kai Langerfeld Conlin McCabe Tim Schrijver                 | 6:15,93     |
| 7     | USA  | Charlie Cole Henrik Rummel Matthew Miller Seth Weil                      | 5:59,20 (B) |
| 8     | GRE  | Dionysios Angelopoulos Ioannis Christou Giannis Tsilis Georgios Tziallas | 6:00,56 (B) |

Finale: Freitag, 12. August 2016, 11:24 Uhr (BRT)
Der Vierer aus Deutschland mit Max Planer, Anton Braun, Felix Wimberger und Maximilian Korge erreichte den 12. Gesamtrang.

#### Doppelvierer
| Platz | Land | Sportler                                                                 | Zeit (min)  |
| ----- | ---- | ------------------------------------------------------------------------ | ----------- |
| 1     | GER  | Hans Gruhne Lauritz Schoof Karl Schulze Philipp Wende                    | 6:06,81     |
| 2     | AUS  | Alexander Belonogoff Karsten Forsterling Cameron Girdlestone James McRae | 6:07,96     |
| 3     | EST  | Tõnu Endrekson Andrei Jämsä Allar Raja Kaspar Taimsoo                    | 6:10,65     |
| 4     | POL  | Mateusz Biskup Wiktor Chabel Dariusz Radosz Mirosław Ziętarski           | 6:12,09     |
| 5     | GBR  | Angus Groom Peter Lambert Sam Townsend Jack Beaumont                     | 6:13,08     |
| 6     | UKR  | Iwan Dowhodko Dmytro Michai Artem Morosow Oleksandr Nadtoka              | 6:16,30     |
| 7     | SUI  | Barnabé Delarze Augustin Maillefer Roman Röösli Nico Stahlberg           | 6:11,18 (B) |
| 8     | CAN  | Julien Bahain Robert Gibson William Dean Pascal Lussier                  | 6:13,55 (B) |

A-Finale: Donnerstag, 11. August 2016, 10:12 Uhr (BRT)

#### Achter
| Platz | Land | Sportler | Zeit (min) |
| ----- | ---- | --- | ---------- |
| 1     | GBR  | Paul Bennett Scott Durant Matthew Gotrel Matt Langridge Tom Ransley Peter Reed William Satch Andrew Triggs Hodge Phelan Hill (Stm.)                                | 5:29,63    |
| 2     | GER  | Felix Drahotta Malte Jakschik Eric Johannesen Andreas Kuffner Maximilian Munski Hannes Ocik Maximilian Reinelt Richard Schmidt Martin Sauer (Stm.)                 | 5:30,96    |
| 3     | NED  | Kaj Hendriks Robert Lücken Boaz Meylink Boudewijn Röell Olivier Siegelaar Dirk Uittenbogaard Mechiel Versluis Tone Wieten Peter Wiersum (Stm.)                     | 5:31,59    |
| 4     | USA  | Mike DiSanto Samuel Dommer Austin Hack Alexander Karwoski Stephen Kasprzyk Robert Munn Glenn Ochal Hans Struzyna Samuel Ojserkis (Stm.)                            | 5:34,23    |
| 5     | POL  | Zbigniew Schodowski Mateusz Wilangowski Marcin Brzeziński Robert Fuchs Krystian Aranowski Michał Szpakowski Mikołaj Burda Piotr Juszczak Daniel Trojanowski (Stm.) | 5:34,62    |
| 6     | NZL  | Michael Brake Isaac Grainger Stephen Jones Alex Kennedy Shaun Kirkham Thomas Murray Brook Robertson Joe Wright Caleb Shepherd (Stm.)                               | 5:36,64    |

Finale: Samstag, 13. August 2016, 11:24 Uhr (BRT)

#### Leichtgewichts-Doppelzweier
| Platz | Land | Sportler                              | Zeit (min)  |
| ----- | ---- | ------------------------------------- | ----------- |
| 1     | FRA  | Jérémie Azou Pierre Houin             | 6:30,70     |
| 2     | IRL  | Paul O’Donovan Gary O’Donovan         | 6:31,23     |
| 3     | NOR  | Kristoffer Brun Are Strandli          | 6:31,39     |
| 4     | RSA  | John Smith James Thompson             | 6:33,29     |
| 5     | USA  | Andrew Campbell Joshua Konieczny      | 6:35,07     |
| 6     | POL  | Miłosz Jankowski Artur Mikołajczewski | 6:42,00     |
| 7     | GBR  | Richard Chambers William Fletcher     | 6:28,81 (B) |
| 8     | ITA  | Marcello Miani Andrea Micheletti      | 6:29,52 (B) |

Finale: Freitag, 12. August 2016, 10:44 Uhr (BRT)
Die Paarung aus Deutschland mit Moritz Moos und Jason Osborne belegte den 9. Platz, die Brüder Bernhard und Paul Sieber aus Österreich erreichten den 12. Gesamtrang. Die Schweizer Mannschaft mit Daniel Wiederkehr und Michael Schmid belegte Platz 13.

#### Leichtgewichts-Vierer ohne Steuermann
| Platz | Land | Sportler                                                               | Zeit (min)  |
| ----- | ---- | ---------------------------------------------------------------------- | ----------- |
| 1     | SUI  | Mario Gyr Simon Niepmann Simon Schürch Lucas Tramèr                    | 6:20,51     |
| 2     | DEN  | Jacob Barsøe Morten Jørgensen Kasper Winther Jacob Larsen              | 6:21,97     |
| 3     | FRA  | Thomas Baroukh Thibault Colard Guillaume Raineau Franck Solforosi      | 6:22,85     |
| 4     | ITA  | Martino Goretti Livio La Padula Stefano Oppo Pietro Ruta               | 6:25,52     |
| 5     | NZL  | Alistair Bond James Hunter James Lassche Peter Taylor                  | 6:28,14     |
| 6     | GRE  | Panagiotis Magdanis Stefanos Douskos Ioannis Petrou Spyridon Giannaros | 6:36,47     |
| 7     | GBR  | Mark Aldred Chris Bartley Peter Chambers Jono Clegg                    | 6:31,54 (B) |
| 8     | CHN  | Jin Wei Wang Tiexin Yu Chenggang Zhao Jingbin                          | 6:32,78 (B) |

Finale: Donnerstag, 11. August 2016, 11:44 Uhr (BRT)
Die Mannschaft aus Deutschland mit Tobias Franzmann, Jonathan Koch, Lucas Schäfer und Lars Wichert belegte den neunten Rang.

### Frauen

#### Einer
| Platz | Land | Sportlerin         | Zeit (min)  |
| ----- | ---- | ------------------ | ----------- |
| 1     | AUS  | Kim Brennan        | 7:21,54     |
| 2     | USA  | Genevra Stone      | 7:22,92     |
| 3     | CHN  | Duan Jingli        | 7:24,13     |
| 4     | NZL  | Emma Twigg         | 7:24,48     |
| 5     | SUI  | Jeannine Gmelin    | 7:29,69     |
| 6     | AUT  | Magdalena Lobnig   | 7:34,86     |
| 7     | CZE  | Miroslava Knapková | 7:22,86 (B) |
| 8     | BLR  | Kazjaryna Karsten  | 7:25,03 (B) |

Finale: Samstag, 13. August 2016, 10:44 Uhr (BRT)

#### Zweier ohne Steuerfrau
| Platz | Land | Sportlerinnen                              | Zeit (min)  |
| ----- | ---- | ------------------------------------------ | ----------- |
| 1     | GBR  | Helen Glover Heather Stanning              | 7:18,29     |
| 2     | NZL  | Genevieve Behrent Rebecca Scown            | 7:19,53     |
| 3     | DEN  | Anne Dsane Andersen Hedvig Lærke Rasmussen | 7:20,71     |
| 4     | USA  | Grace Luczak Felice Mueller                | 7:24,77     |
| 5     | RSA  | Kate Christowitz Lee-Ann Persse            | 7:28,50     |
| 6     | ESP  | Anna Boada Aina Cid                        | 7:35,22     |
| 7     | CHN  | Zhang Min Miao Tian                        | 7:17,12 (B) |
| 8     | GER  | Kerstin Hartmann Kathrin Marchand          | 7:18,57 (B) |

Finale: Freitag, 12. August 2016, 11:04 Uhr (BRT)

#### Doppelzweier
| Platz | Land | Sportlerinnen                               | Zeit (min)  |
| ----- | ---- | ------------------------------------------- | ----------- |
| 1     | POL  | Magdalena Fularczyk-Kozłowska Natalia Madaj | 7:40,10     |
| 2     | GBR  | Katherine Grainger Victoria Thornley        | 7:41,05     |
| 3     | LTU  | Milda Valčiukaitė Donata Vištartaitė        | 7:43,76     |
| 4     | GRE  | Sofia Asoumanaki Aikaterini Nikolaidou      | 7:48,62     |
| 5     | FRA  | Hélène Lefebvre Elodie Ravera               | 7:52,03     |
| 6     | USA  | Meghan O’Leary Ellen Tomek                  | 8:06,18     |
| 7     | GER  | Mareike Adams Marie-Cathérine Arnold        | 7:39,82 (B) |
| 8     | BLR  | Julija Bitschyk Tatjana Kuchta              | 7:40,48 (B) |

Finale: Donnerstag, 11. August 2016, 11:04 Uhr (BRT)

#### Doppelvierer
| Platz | Land | Sportlerinnen                                                                 | Zeit (min) |
| ----- | ---- | ----------------------------------------------------------------------------- | ---------- |
| 1     | GER  | Carina Bär Julia Lier Lisa Schmidla Annekatrin Thiele                         | 6:49,39    |
| 2     | NED  | Chantal Achterberg Nicole Beukers Carline Bouw Inge Janssen                   | 6:50,33    |
| 3     | POL  | Monika Ciaciuch Maria Springwald Joanna Leszczyńska Agnieszka Kobus           | 6:50,86    |
| 4     | UKR  | Daryna Werchohljad Olena Burjak Anastassija Koschenkowa Jewhenija Nimtschenko | 6:56,09    |
| 5     | USA  | Tracy Eisser Megan Kalmoe Grace Latz Adrienne Martelli                        | 6:57,67    |
| 6     | CHN  | Zhang Ling Jiang Yan Wang Yuwei Zhang Xinyue                                  | 6:59,45    |

Finale: Donnerstag, 11. August 2016, 10:24 Uhr (BRT)

#### Achter
| Platz | Land | Sportlerinnen | Zeit (min) |
| ----- | ---- | --- | ---------- |
| 1     | USA  | Amanda Elmore Tessa Gobbo Eleanor Logan Meghan Musnicki Amanda Polk Emily Regan Lauren Schmetterling Kerry Simmonds Katelin Snyder (Stf.)                      | 6:01,49    |
| 2     | GBR  | Karen Bennett Olivia Carnegie-Brown Jessica Eddie Catherine Greves Frances Houghton Zoe Lee Polly Swann Melanie Wilson Zoe de Toledo (Stf.)                    | 6:03,98    |
| 3     | ROU  | Mădălina Bereș Andreea Boghian Adelina Boguș Roxana Cogianu Iuliana Popa Laura Oprea Mihaela Petrilă Ioana Strungaru Daniela Druncea (Stf.)                    | 6:04,10    |
| 4     | NZL  | Genevieve Behrent Kelsey Bevan Emma Dyke Kerri Gowler Grace Prendergast Kayla Pratt Rebecca Scown Ruby Tew Frances Turner (Stf.)                               | 6:05,48    |
| 5     | CAN  | Caileigh Filmer Susanne Grainger Antje von Seydlitz-Kurzbach Natalie Mastracci Cristy Nurse Lisa Roman Christine Roper Lauren Wilkinson Lesley Thompson (Stf.) | 6:06,04    |
| 6     | NED  | Wianka van Dorp Sophie Souwer Lies Rustenburg Jose van Veen Elisabeth Hogerwerf Claudia Belderbos Monica Lanz Olivia van Rooijen Ae-Ri Noort (Stf.)            | 6:08,37    |

Finale: Samstag, 13. August 2016, 11:04 Uhr (BRT)

#### Leichtgewichts-Doppelzweier
| Platz | Land | Sportlerinnen                             | Zeit (min)  |
| ----- | ---- | ----------------------------------------- | ----------- |
| 1     | NED  | Ilse Paulis Maaike Head                   | 7:04,73     |
| 2     | CAN  | Lindsay Jennerich Patricia Obee           | 7:05,88     |
| 3     | CHN  | Huang Wenyi Pan Feihong                   | 7:06,49     |
| 4     | NZL  | Julia Edward Sophie MacKenzie             | 7:10,61     |
| 5     | RSA  | Ursula Grobler Kirsten McCann             | 7:11,26     |
| 6     | IRL  | Sinéad Lynch Claire Lambe                 | 7:13,09     |
| 7     | POL  | Weronika Deresz Martyna Mikołajczak       | 7:24,34 (B) |
| 8     | ROU  | Gianina-Elena Beleagă Ionela-Livia Lehaci | 7:24,61 (B) |

Finale: Freitag, 12. August 2016, 10:32 Uhr (BRT)

## Medaillenspiegel
| Platz | Land               | Gold | Silber | Bronze | Gesamt |
| ----- | ------------------ | ---- | ------ | ------ | ------ |
| 01    | Großbritannien     | 3    | 2      | –      | 5      |
| 02    | Deutschland        | 2    | 1      | –      | 3      |
| 02    | Neuseeland         | 2    | 1      | –      | 3      |
| 04    | Australien         | 1    | 2      | –      | 3      |
| 05    | Niederlande        | 1    | 1      | 1      | 3      |
| 06    | Kroatien           | 1    | 1      | –      | 2      |
| 06    | Vereinigte Staaten | 1    | 1      | –      | 2      |
| 08    | Frankreich         | 1    | –      | 1      | 2      |
| 08    | Polen              | 1    | –      | 1      | 2      |
| 10    | Schweiz            | 1    | –      | –      | 1      |
| 11    | Dänemark           | –    | 1      | 1      | 2      |
| 11    | Litauen            | –    | 1      | 1      | 2      |
| 13    | Irland             | –    | 1      | –      | 1      |
| 13    | Kanada             | –    | 1      | –      | 1      |
| 13    | Südafrika          | –    | 1      | –      | 1      |
| 16    | China              | –    | –      | 2      | 2      |
| 16    | Italien            | –    | –      | 2      | 2      |
| 16    | Norwegen           | –    | –      | 2      | 2      |
| 19    | Estland            | –    | –      | 1      | 1      |
| 19    | Rumänien           | –    | –      | 1      | 1      |
| 19    | Tschechien         | –    | –      | 1      | 1      |
| Summe | Summe              | 14   | 14     | 14     | 42     |